# 中菓子
中菓子(ちゅうがし)とは、高知県の郷土菓子である。煎餅に似た干菓子で、小麦粉、砂糖、水飴から出来ている。砂糖と菓子の中間という意味から中菓子と呼ばれている。

## 作り方
・小麦粉、砂糖、水飴をよく混ぜ合わせこねる。しっかりこねたらそれを薄くのばす。厚さ5mm程度にのばしたら、それを均等に切り分ける。（1.5cm×3cm程度に・・・）その切り分けた生地の真ん中に切り目を入れる。後はオーブンで焼く。切り目から砂糖が溶け出し固まることで、中菓子の形が出来る。